# La Petite-Fosse
La Petite-Fosse là một xã ở tỉnh Vosges, vùng Grand Est, Pháp. Xã này có diện tích 5,04 km² dân số năm 1999 là 59 người. Xã này nằm ở khu vực có độ cao trung bình 515 m trên mực nước biển. 

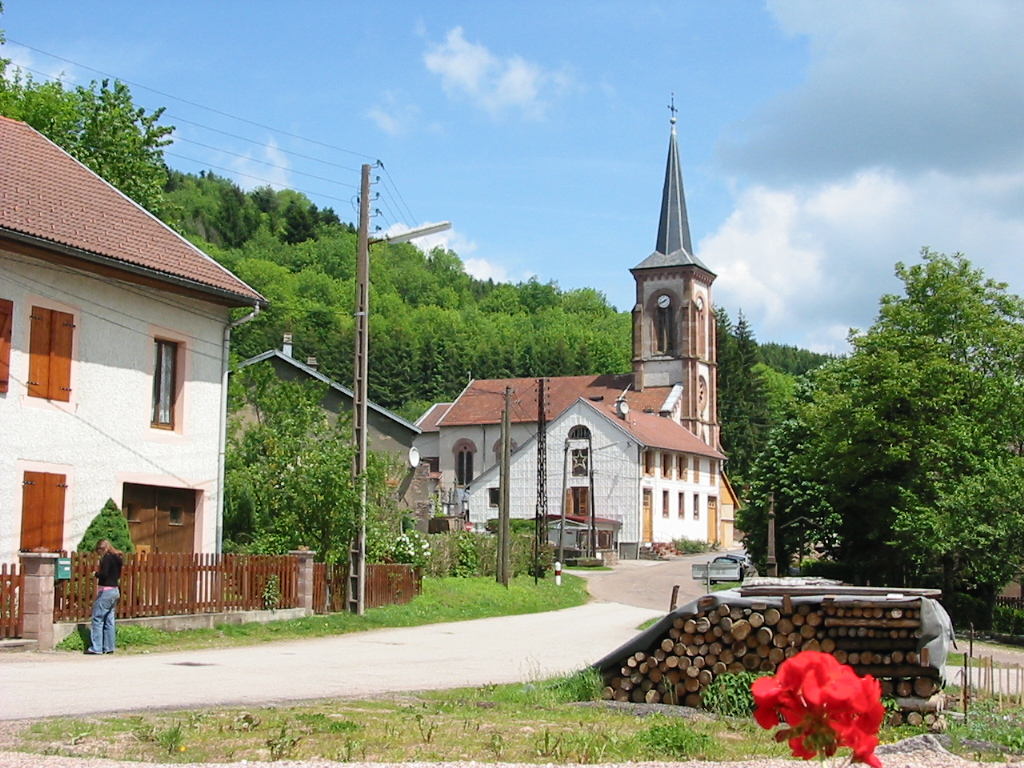
Nhà thờ

## Biến động dân số
| 1962                                         | 1968 | 1975 | 1982 | 1990 | 1999 |
| -------------------------------------------- | ---- | ---- | ---- | ---- | ---- |
| 46                                           | 76   | 73   | 64   | 74   | 59   |
| Số liệu từ năm 1962: Dân số không tính trùng |      |      |      |      |      |

## Hành chính
| Danh sách các xã trưởng                |           |                 |      |                                            |
| Giai đoạn                              | Giai đoạn | Tên             | Đảng | Tư cách                                    |
| tháng 3 2008                           | 2014      | Jean-Marie Cuny |      |                                            |
| 1989                                   | 2008      | Yvonne Lerognon |      | Née en 1924 dans la commune, agricultrice. |
| Tất cả các dữ liệu trước đây không rõ. |           |                 |      |                                            |

1. ↑  La Petite-Fosse trên trang mạng của INSEE[liên kết hỏng]